# Fear of the Dark (canción)
«Fear of the Dark (Live)» es un sencillo del álbum en vivo A Real Live Dead One de la banda de heavy metal Iron Maiden, publicado el 1 de marzo de 1993. La canción  apareció originalmente en el álbum del mismo nombre, sin embargo, no fue sencillo de ese disco. Fue escrita por Steve Harris. Se dice que la canción se refiere al miedo de Harris cuando niño (temor a la oscuridad o miedo a la oscuridad).
Es el vigesimoquinto sencillo por la banda. Esta versión en directo (así como la versión "Hallowed Be Thy Name") son las canciones para promocionar el álbum en directo A Real Live Dead One. El sencillo alcanzó el número cinco en las listas de Reino Unido y desde entonces se ha convertido en una de las canciones favoritas de los fanes y en una must-play de los conciertos. La versión en directo de "Hooks in You" (lado B de este sencillo) fue grabada en el Wembley Arena, en Londres, el 17 de diciembre de 1990. También fue la única canción fuera de los discos de los ochenta que fue incluida en la monumental gira Somewhere Back In Time World Tour. 
La canción estuvo nominada a los premios Grammy 1994 en la categoría "Mejor interpretación de Metal". El premio finalmente se lo llevó Ozzy Osbourne con el tema 'I don't wanna change the world (live)'.

## Lista de canciones
1. «Fear of the Dark»[3] (en directo) (Harris) - 7:22
2. «Bring Your Daughter... to the Slaughter» (en directo) (Dickinson) - 5:30
3. «Hooks In You» (en directo) (Dickinson, Smith) - 3:45

## Miembros
- Steve Harris - bajo
- Bruce Dickinson - voz
- Dave Murray - guitarra
- Janick Gers - guitarra
- Nicko McBrain - batería

## Versiones
- Ethereal (Colombia), hizo una versión de la canción «Fear of the Dark».
- Graveworm, hizo una versión de la canción «Fear of the Dark».
- Van Canto, hizo una versión de la canción «Fear of the Dark» en a cappella.